# Ornithogalum demirizianum
Ornithogalum demirizianum là một loài thực vật có hoa trong họ Măng tây. Loài này được Malyer & Koyuncu mô tả khoa học đầu tiên năm 1989.